# Gunung Selasih
Gunung Selasih is een bestuurslaag in het regentschap Dharmasraya van de provincie West-Sumatra, Indonesië. Gunung Selasih telt 4023 inwoners (volkstelling 2010).